# Alexander Čunderlík
Alexander Čunderlík (właśc. Csunderlík; ur. 18 października 1878 w Motyčkach, zm. 21 października 1947 w Bańskiej Bystrzycy) – słowacki generał. 

## Życiorys
Podstawowe wykształcenie zdobył w węgierskim gimnazjum w Kremnicy. W sierpniu 1898 ukończył szkołę podchorążych piechoty w Budapeszcie. Do wybuchu I wojny światowej służył w wielu jednostkach jako dowódca pododdziałów, kwatermistrza, oficera mobilizacyjnego i kierownika brygadowej szkoły jeździeckiej. Następnie jako oficer walczył na kilku frontach I wojny światowej.
W 1919 dołączył do czechosłowackiego wojska i został przydzielony do służby w 9. pułku artylerii lekkiej w Bratysławie. Od 1923 był dowódcą tego pułku, w maju 1932 przeszedł na emeryturę w stopniu pułkownika artylerii. W 1938 został powołany do służby jako szef sztabu Gwardii Hlinki. Następnie powrócił do służby w wojsku i dołączył do armii Pierwszej Republiki Słowackiej, a w maju 1939 został awansowany do stopnia generała.
W okresie kampanii wrześniowej w randze generała brygady, od 5 września dowódca 2. Dywizji Piechoty (kryp. „Škultéty”) w składzie zgrupowania „Bernolak” walczącej jako wojska sojusznicze po stronie Niemiec w agresji przeciwko Polsce. Dowodzone przez niego pułki współdziałały z niemieckim XVIII Korpusem Armijnym, 8 września dowodzone przez niego jednostki zajęły Krynicę Zdrój, Tylicz, Białą Wodę. 16 września walczyły pomiędzy miastami Sanok i Dukla.
W listopadzie 1939 roku został mianowany generalnym inspektorem Słowackich Sił Zbrojnych. Na początku 1940 został mianowany zastępcą naczelnego wodza, a od października tego samego roku był dowódcą słowackich wojsk lądowych. W 1942 powrócił na stanowisko generalnego inspektora i został awansowany na stopień generała I klasy. Po 1942 podupadł na zdrowiu, a w kwietniu 1943 został przeniesiony do rezerwy. Z powodu braku kadry oficerskiej do sierpnia 1944 pracował jako doradca w Ministerstwie Obrony. Po zakończeniu II wojny światowej próbował dołączyć do armii czechosłowackiej, do której jednak go nie przyjęto. Nie przyznano mu także renty.